# 布雷德·汉格兰德
布雷德·保爾森·漢基蘭 （Brede Paulsen Hangeland，1981年6月20日—）是一名在美國出生的挪威職業足球員，司職中堅。他亦是挪威國家隊成員，並擔任隊長。漢基蘭身材強壯高大，頭腦冷靜而制空能力強，兼具良好足球技巧、傳球能力及敏捷速度。

## 生平
維京
漢基蘭是一名挪威石油公司僱員的兒子，於父母在美國工作的兩年期間在德克薩斯州休斯敦出生，在挪威西南部罗加兰郡的斯塔万格成長。他於2001年球季季初由本地球隊唯達爾（FK Vidar）轉投維京，加盟首季即協助球隊奪得挪威盃，於決賽3-0擊敗布蘭尼（Bryne FK）擔任防守中場。2005年他獲委任為球隊隊長，直到離隊時他合共為維京上陣187場。
哥本哈根
2006年1月16日漢基蘭簽約加盟丹超球會哥本哈根，這名高大守將於來投之初即與丹麥籍隊長米歇尔·格拉夫加德（Michael Gravgaard）非常合拍，兩人的身高完全控制高空球，被稱為「哥本哈根空軍」（Copenhagen Air Force）。漢基蘭在2006/07年歐聯球季分組賽有出色的表現，因而與不少歐洲豪門扯上關係。他在效力哥本哈根期間曾贏得兩次丹麥足球超級聯賽冠軍及1次皇家联赛錦標，於聯賽上陣63場及射入3球，在各項賽事上陣超過100場。
富咸
2007年夏季報章傳聞英超球會紐卡素、利物浦、阿士東維拉及曼城均對漢基蘭有意，他駁斥謠言並表示滿意繼續留效哥本哈根，但到了冬季轉會窗傳聞再起，於2008年1月18日證實轉投富咸，簽約三年半，與前維京領隊罗伊·霍奇森再續未了緣。
2008年1月29日漢基蘭首次上陣作客銳步球場0-0賽和保頓。隨著連串出色的表現，漢基蘭成為卡雲農舍球場球迷的寵兒，富咸於2007/08年球季閉幕日作客1-0擊敗樸茨茅夫，以得失球差壓倒雷丁力保英超席位，軒治蘭特與阿隆·休斯合拍鎮守中路，這對拍檔在翌季繼續穩健的演出，使到富咸平均每場賽事失球低於1球，取得聯賽第7位，獲得來季歐霸盃參賽資格。2008年8月23日主場對阿仙奴，軒治蘭特射入加盟後首球兼唯一奠勝入球。
2009年夏季傳媒報導阿仙奴有意羅致漢基蘭，但他表示會留在富咸。10月22日在歐霸盃分組賽1-1賽和羅馬為球隊先開記錄，是他自加盟後第二個入球。11月27日漢基蘭與富咸續約至2013年夏季，粉碎離隊傳聞。
2013年3月28日，漢基蘭與富咸續簽兩年合約，留隊至2015年夏季，另外球會有選擇權可延長多一年。但隨著富咸降班英冠，漢基蘭於2014年6月與球會提前解約。
水晶宮
2014年8月1日，漢基蘭以自由身轉會至英超的水晶宮並簽約一年。

### 國家隊
漢基蘭於代表挪威U21上陣12場後，在2002年11月20日首次為成年隊上陣出戰奧地利，擔任防守中場。2008年8月12日漢基蘭獲委任為國家隊隊長。他的首個國際賽入球遲至2010年9月3日，於第66次代表國家隊上陣在2012年歐洲國家盃外圍賽作客2-1擊敗冰島為球隊射入扳平1-1。
國際賽入球
| # | 日期           | 地點                            | 對賽球隊 | 入球  | 賽果  | 競賽         |
| - | -------------- | ------------------------------- | -------- | ----- | ----- | ------------ |
| 1 | 2010年9月3日   | 雷克雅維克Laugardalsvöllur      | 冰島     | 1 – 1 | 1 - 2 | 歐國盃外圍賽 |
| 2 | 2012年8月15日  | 奥斯陆Ullevaal Stadion          | 希腊     | 1 – 2 | 2 - 3 | 國際友誼賽   |
| 3 | 2012年10月12日 | 伯尔尼瑞士首都球場              | 瑞士     | 1 – 1 | 1 - 1 | 世界盃外圍賽 |
| 4 | 2012年10月16日 | 拉納卡 Antonis Papadopoulos球場 | 賽普勒斯 | 1 – 1 | 1 - 3 | 世界盃外圍賽 |

## 榮譽
維京
- 挪威盃冠軍：2001年；

哥本哈根
- 丹麥足球超級聯賽冠軍：2005/06年、2006/07年；
- 皇家联赛冠軍：2005/06年；

富咸
- 歐霸盃亞軍：2009/10年；

## 外部連結
- Fulham profile
- 足球数据库：布雷德·漢基蘭的球员统计数据